# 渡瀬庄三郎
渡瀬 庄三郎（わたせ しょうざぶろう、1862年12月31日〈文久2年11月11日〉 - 1929年〈昭和4年〉3月8日）は、日本の動物学者。名前は荘三郎とも表記。
東京帝国大学動物学教室第5代教授。日本哺乳類学会初代会頭。沖縄島へマングースを移入したり、アメリカザリガニやウシガエルを輸入した人物として知られる。米国ウッズホールにあるMarine Biological Laboratory（MBL）に学生および講師として滞在した最初の日本人。

## 人物
幕末の江戸に生まれ、少年期の7～13歳を沼津で過ごす。沼津兵学校附属小学校を卒業後に上京し、東京英語学校、東京大学予備門を経て、1880年（明治13年）、札幌農学校（現在の北海道大学）に入学。卒業後ただちに東京帝国大学理科大学動物学教室に入学、教室の第3代教授であった箕作佳吉に師事し、箕作と後に第4代教授となる飯島魁の下で、セミの発音器と金魚の尾鰭の発生について研究。その後、箕作と同様に、米国ジョンズ・ホプキンズ大学のウィリアム・キース・ブルックス（英: William Keith Brooks）のもとに留学。理学博士となり、1890年よりクラーク大学助手として頭足類の複眼の形態学的研究を行い、シカゴ大学では教授として教鞭をとった。渡米後十余年を経て帰国。1910年、東京帝国大学に動物学第三講座が増設されると同講座の初代教授に就任し、細胞学・組織学を講義した。1924年に東京帝国大学を退職。

## 研究活動
渡瀬は頭足類の発生、生物発光などを研究したが、大きな方向性としては、生物地理学および応用動物学を志向した。
前者の例としては、渡瀬線の発見がよく知られている。渡瀬は南西諸島の生物相を検討するうち、屋久島・種子島と奄美群島の間（厳密にはトカラ列島の悪石島と小宝島の間）に、生物地理区の旧北区と東洋区を分割する分布境界線が存在することに気づき、1926年（昭和元年）にこれを発表した。この分布境界線は、現在も渡瀬線（渡瀬ライン）の名で知られている。
また、後者では、シロアリ等の害虫の駆除法の研究や、養狐業の指導を行った。実験用としてウシガエルをはじめて輸入し、1910年にはハブやノネズミの駆除を目的として沖縄島へフイリマングースを移入した。
1928年（昭和3年）、蜂須賀正氏と共に日本生物地理学会を創設している。さらに渡瀬は、天然記念物保護法の発令に向けて運動し、1919年（大正8年）にこれを実現（史蹟名勝天然紀念物保存法）。同時に、「日本犬保守運動」の中心人物でもあり、急速に失われつつあった日本犬の保護に尽力したが、秋田犬をはじめとする日本犬の天然記念物指定の実現（1931年）を見ることなく世を去った。
渡瀬の研究を引き継ぎ、積極的に推進した後進はほとんどなく、彼の没後、その学統は自然消滅した。

## 移入された外来種
渡瀬が移入したウシガエル、アメリカザリガニ（ウシガエルの餌として輸入されたが野生化）、マングースといった有害な外来種は、結果的に日本の生態系に影響をもたらすことになってしまった。ことにマングースはハブやネズミの駆除に役立たなかったばかりかヤンバルクイナやアマミノクロウサギなどへの影響が疑われるほか、養鶏に対する深刻な被害も発生したため特定外来生物に指定され駆除対象となった。
国は1993年度から奄美大島でのマングースの駆除を開始し、のべ三万匹以上のマングースが殺処分された結果、2018年4月以降捕獲数がゼロとなり、2024年に「根絶宣言」が発表されるに至った。一度定着したマングースが奄美大島ほどの大きな島で根絶されたということは「世界的に前例のない、生物多様性保全上の重要な成果」とされる。

## 栄典
位階
- 1901年（明治34年）8月31日 - 正七位[9]
- 1924年（大正13年）4月15日 - 従三位[10]

勲章
- 1912年（大正元年）12月18日 - 勲四等瑞宝章[11]

## 著書
- 渡瀬庄三郎『螢の話 : 學藝叢談』開成館、1902年。
- 渡瀬庄三郎『生理學教科書 : 普通教育』開成館、1903年。
- 渡瀬庄三郎 著、北海道大学附属図書館北方資料室 編『渡瀬庄三郎書簡』[北海道大学附属図書館北方資料室]、1993年。

## 論文
- 国立情報学研究所収録論文 国立情報学研究所

- Watase Shozaburo (1887), “On the Caudal and Anal Fins of Gold-fishes”, 帝國大學紀要. 理科 1:  247-267, NAID 120001712485
- 渡瀬庄三郎 (1900), “螢の話”, 動物学雑誌 12 (137):  83-92, NAID 110003324224
- 渡瀬庄三郎 (1901), “人爲陶汰の一新例”, 動物学雑誌 13 (149):  85-88, NAID 110003356980
- 渡瀬庄三郎 (1901), “螢火に就て”, 動物学雑誌 13 (154):  249-272, NAID 110003324703
- 渡瀬庄三郎 (1904), “秋螢に就て”, 動物学雑誌 16 (183):  1-15, NAID 110003325155
- 渡瀬庄三郎 (1905), “動物が人類に及ぼす諸の關係に就て(一)”, 動物学雑誌 17 (196):  33-45
- 渡瀬庄三郎 (1905), “螢烏賊の發光器”, 動物学雑誌 17 (200):  119-123
- 渡瀬庄三郎 (1908), “博物學大家列傳 : トーマス、ヘンリー、ハクスレー”, 動物学雑誌 20 (233):  1-3
- 渡瀬庄三郎 (1908), “博物學大家列傳 : エルンスト、ヘッケル”, 動物学雑誌 20 (234):  1-6
- 渡瀬庄三郎 (1908), “博物學大家列傳 : ヨハネス,ミュラー”, 動物学雑誌 20 (235):  1-8
- 渡瀬庄三郎 (1908), “博物學大家列傳 : アルフレッド、ラッセル、ワラス : Alfred Russel Wallace”, 動物学雑誌 20 (236):  1-15
- 渡瀬庄三郎 (1908), “最大最小の有脊椎動物(一般動物學)”, 動物学雑誌 20 (237):  248-249
- 渡瀬庄三郎 (1908), “リニヤス二百年祭(一般動物學)”, 動物学雑誌 20 (237):  249-251
- 渡瀬庄三郎 (1908), “マラリヤ熱と歴史(一般動物學)”, 動物学雑誌 20 (237):  251-253
- 渡瀬庄三郎 (1908), “化學的に起し得る懷胎現象に就て(生理學)”, 動物学雑誌 20 (237):  255-257
- 渡瀬庄三郎 (1908), “ハクスレー格言集”, 動物学雑誌 20 (239):  1-13
- 渡瀬庄三郎 (1908), “ダーウヰン、ワラス賞牌”, 動物学雑誌 20 (241):  494-495
- 渡瀬庄三郎 (1908), “應用生物學會”, 動物学雑誌 20 (241):  495-496
- 渡瀬庄三郎 (1909), “ダーウイン年表”, 動物学雑誌 21 (249):  279-284
- 渡瀬庄三郎 (1911), “ダーウィン搭乘の『ビーグル』號の行方に就て”, 動物学雑誌 23 (267):  20-23
- 渡瀬庄三郎 (1911), “渡名喜島の「マングース」繁殖す”, 動物学雑誌 23 (269):  109-110
- 渡瀬庄三郎 (1911), “南阿の四禍 : 口繪参照”, 動物学雑誌 23 (277):  666A-666B
- 渡瀬庄三郎 (1912), “元禄寳永年間に於ける對馬殲猪の事蹟(第廿四卷口繪第三附)”, 動物学雑誌 24 (281):  135-146
- 渡瀬庄三郎 (1914), “象(口繪解説)”, 動物学雑誌 26 (307):  251-252
- 渡瀬庄三郎 (1915), “『鳥ノ記念日』ニ就テ”, 鳥 1 (1):  3-6, doi:10.3838/jjo1915.1.3

## 門下生
- 青木文一郎：渡瀬が東京帝国大学理科大学動物学科時代に卒業論文を指導した学生(田中亮 1969)。
- 阿部余四男
- 岸田久吉

## その他
- 教育者の渡瀬寅次郎は実兄。庄三郎と同じ札幌農学校の第1期卒業生。
- 渡瀬の研究テーマの一つに生物発光があり、ホタルについての著書として『学芸叢談−蛍の話』（1902年）がある。
- 南西諸島に分布するジネズミ属の1種、ワタセジネズミ Crocidura watasei Kuroda 1924の和名は、渡瀬庄三郎にちなんだもの。また、渡瀬は「烏賊の発光器」という論文（1905年）によって、光を発する小さなイカを「ホタルイカ」と名づけ、以降、従来はコイカ・マツイカ等と呼ばれていたこのイカは、ホタルイカの名で呼ばれるようになった。ホタルイカの学名 Watasenia scintillans のうち、渡瀬にちなんだ前半の属名は、石川千代松からの献名である。